# Teatro Nacional de Argelia
El Teatro Nacional de Argelia (en árabe: المتحف الوطني الجزائري ) es un centro de creación educativa y cultural en la antigua Ópera de Argel, Calle Hadj Omar en Argel la capital del país africano de Argelia. La ópera se construyó a partir de mayo de 1850 hasta septiembre de 1853 con el diseño de los arquitectos Chassériau y Justin Ponsard en un estilo neo-barroco. Fue inaugurada el 29 de septiembre de 1853. El 19 de marzo de 1882, un incendio destruyó la ópera, pero las paredes exteriores quedaron a salvo. Fue reconstruida el año siguiente. Siendo totalmente reformada en 1938 y luego en 1969 otra vez para el Festival de Música Panafricano. El teatro es el lugar donde desarrolla sus actividades el Ballet Nacional de Argelia desde 1963.